# Drilonereis spatula
Drilonereis spatula är en ringmaskart som först beskrevs av Treadwell 1911.  Drilonereis spatula ingår i släktet Drilonereis och familjen Oenonidae.
Artens utbredningsområde är Mexikanska golfen. Inga underarter finns listade i Catalogue of Life.